# Patreszko
Patreszko (bułg. Патрешко) – wieś w północnej Bułgarii, w obwodzie Łowecz, w gminie Trojan.
Miejscowość otoczona jest niewielkimi szczytami, z których największy to Momina Mogiła o wysokości 714 m n.p.m.